# Gnomulus goodnighti
Espèce
Synonymes
- Pelitnus goodnighti Suzuki, 1977

Gnomulus goodnighti est une espèce d'opilions laniatores de la famille des Sandokanidae.

## Distribution
Cette espèce est endémique de Mindanao aux Philippines. Elle se rencontre vers Sulop sur le mont McKinley.

## Description
Le mâle holotype mesure 3,27 mm et la femelle paratype 3,34 mm.

## Systématique et taxinomie
Cette espèce a été décrite sous le protonyme Pelitnus goodnighti par Suzuki en 1977. Elle est placée dans le genre Gnomulus par Martens et Schwendinger en 1998.

## Étymologie
Cette espèce est nommée en l'honneur de Clarence James Goodnight.

## Publication originale
- Suzuki, 1977 : « Report on a collection of opilionids from the Philippines. » Journal of Science of the Hiroshima University, vol. 27, no 1, p. 1–120.